# Paul Jackisch
Paul Jackisch, właśc. Paul Adalbert Emil Jackisch (ur. 17 lipca 1825 w Opolu, zm. 27 listopada 1912 w Bytomiu) – niemiecki architekt działający na Górnym Śląsku, polityk, honorowy obywatel Bytomia.

## Życiorys
Syn mistrza murarskiego Augusta Jackischa i Marianny z domu Schwarz. W 1864 roku został miejskim radnym w Bytomiu, uczestnicząc w życiu publicznym do 1903 roku. W tym czasie pełnił funkcje kierownika komisji budowlanej rady miejskiej oraz był członkiem Zarządu Kościelnego.
Wśród jego realizacji sakralnych znalazły się zarówno małe kościoły salowe, jak i monumentalne, trójnawowe bazyliki. Zazwyczaj były to budowle utrzymane w stylizacji neogotyckiej, z wieżą w elewacji frontowej, z otwartą więźbą dachową albo też sklepione. Ich bryły zdradzają czasem wpływ miejscowej tradycji neogotyckiej (motyw okrągłych wieżyczek ze schodami zapożyczono najprawdopodobniej z kościoła w Goduli, wieże o czworobocznej podstawie i ośmiobocznym zwieńczeniu wzorowano – być może – na kościołach Alexisa Langera) .
Zmarł 27 listopada 1912 o godzinie 9:15. Pochowany został na cmentarzu Mater Dolorosa.

## Dzieła
- kompleks sądowo-więzienny w Bytomiu (wybudowany w latach 1858–1862)[4] (zob. budynek sądu w Bytomiu oraz zespół zabudowy więzienia w Bytomiu)
- Kościół ewangelicko-augsburski im. św. Jana w Mikołowie (1860–1861)[5] (budowa kościoła, projekt Friedricha Augusta Stülera[6])
- Ratusz w Mysłowicach[7] (1868)
- Szkoła Muzyczna im. F. Chopina w Bytomiu[5] (1870)
- Kościół Apostołów Piotra i Pawła w Mysłowicach (1875–1877)[6][5]
- willa (Villa Ritter) w Bytomiu przy ul. Wrocławskiej 8 (1876)[8]
- Ratusz w Bytomiu[5] (1878)
- Kościół Matki Bożej Wspomożenia Wiernych w Piekarach Śląskich (Dąbrówce Wielkiej) (1882)[5][2]
- Kościół Krzyża Świętego w Siemianowicach Śląskich, projekt z 1881 roku, wzniesiony w latach 1881–1884[9][5]
- kościół św. Józefa na tzw. Otylii [między Zgodą a Nowym Bytomiem] (1885, nieistniejący)[2]
- Kościół św. Marii Magdaleny w Lubomi (zob. parafia św. Marii Magdaleny w Lubomi), projekt z 1884, wzniesiony w latach 1884–1886[10][5]
- Kościół Świętej Trójcy w Bytomiu (1888)
- Kościół św. Piotra i św. Pawła w Świętochłowicach (1891)[11]
- Kościół Najświętszego Serca Pana Jezusa w Mysłowicach, projekt z 1881 roku, wzniesiony w latach 1888–1891[12]
- kościół pw. św. Michała Archanioła w Ornontowicach (zob. parafia św. Michała Archanioła w Ornontowicach) (1893)[2]
- Bazylika św. Szczepana i Matki Bożej Boguckiej w Katowicach, projekt z 1892 roku, wzniesiona w latach 1892–1894[13]
- kościół św. Wawrzyńca w Zabrzu-Mikulczycach (1892–1894)[14]
- projekt przebudowy kościoła św. Barbary w Chorzowie (przebudowa w latach 1894–1896)[15]
- kościół Trójcy Świętej w Wieszowie (1896)[2]
- kościół św. Jana Nepomucena w Bytomiu-Łagiewnikach (1896)[2]
- męski konwikt (internat) biskupi w Bytomiu (aleja Legionów) (1900)[2]

Ponadto zaprojektował budynki: sądu w Bytomiu przy ul. Piekarskiej, szpitala żydowskiego (później siedziba koncernu Schlesag) w Bytomiu przy ul. Moniuszki 28, budynki szpitala miejskiego w Bytomiu przy ul. Żeromskiego, rzeźni miejskiej przy ul. Chrzanowskiego w Bytomiu, rzeźni w Tarnowskich Górach przy ul. Nakielskiej, skład win firmy Sedlaczek w Tarnowskich Górach.

## Galeria

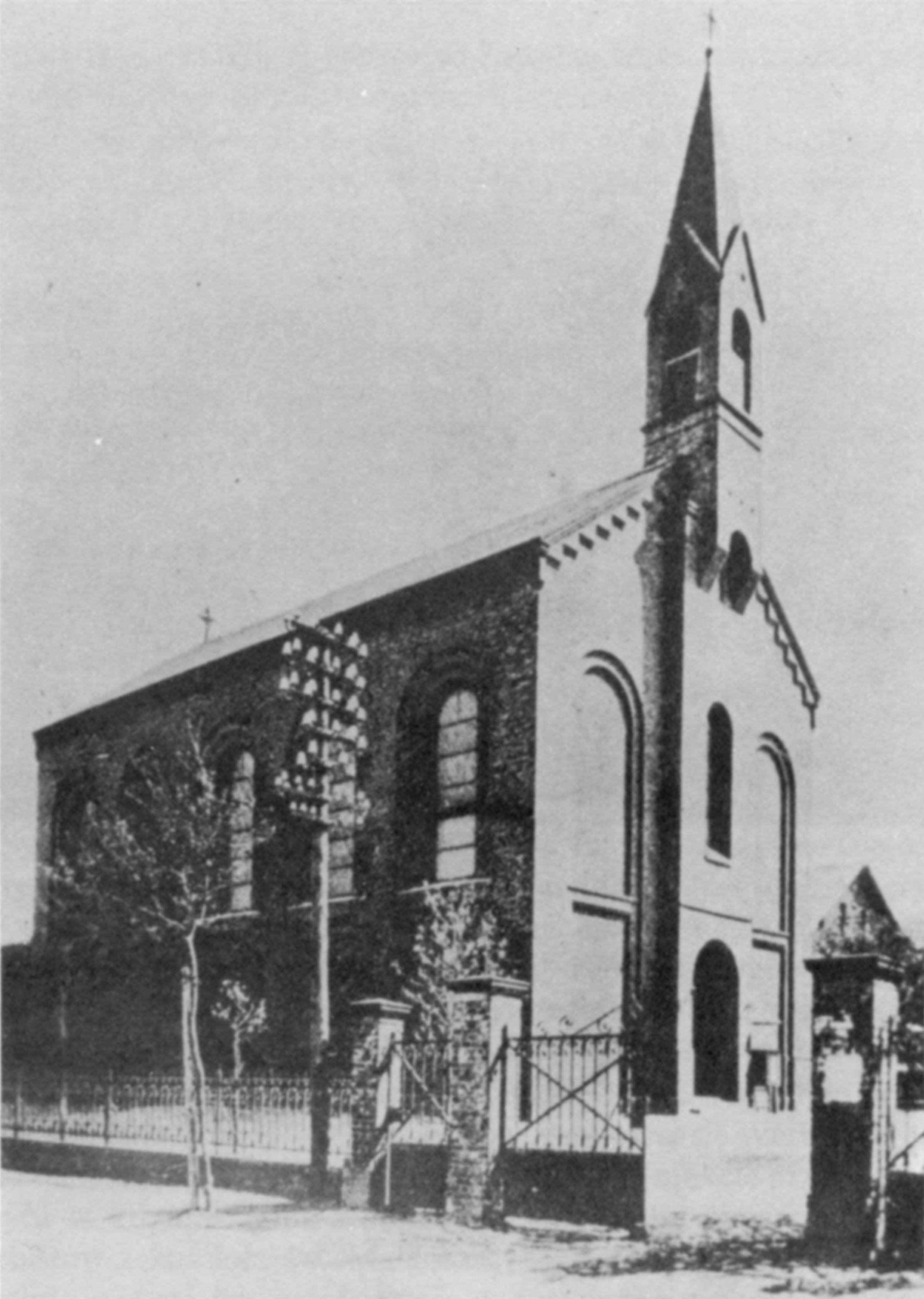
Kościół św. Józefa w Czarnym Lesie (przed 1932)
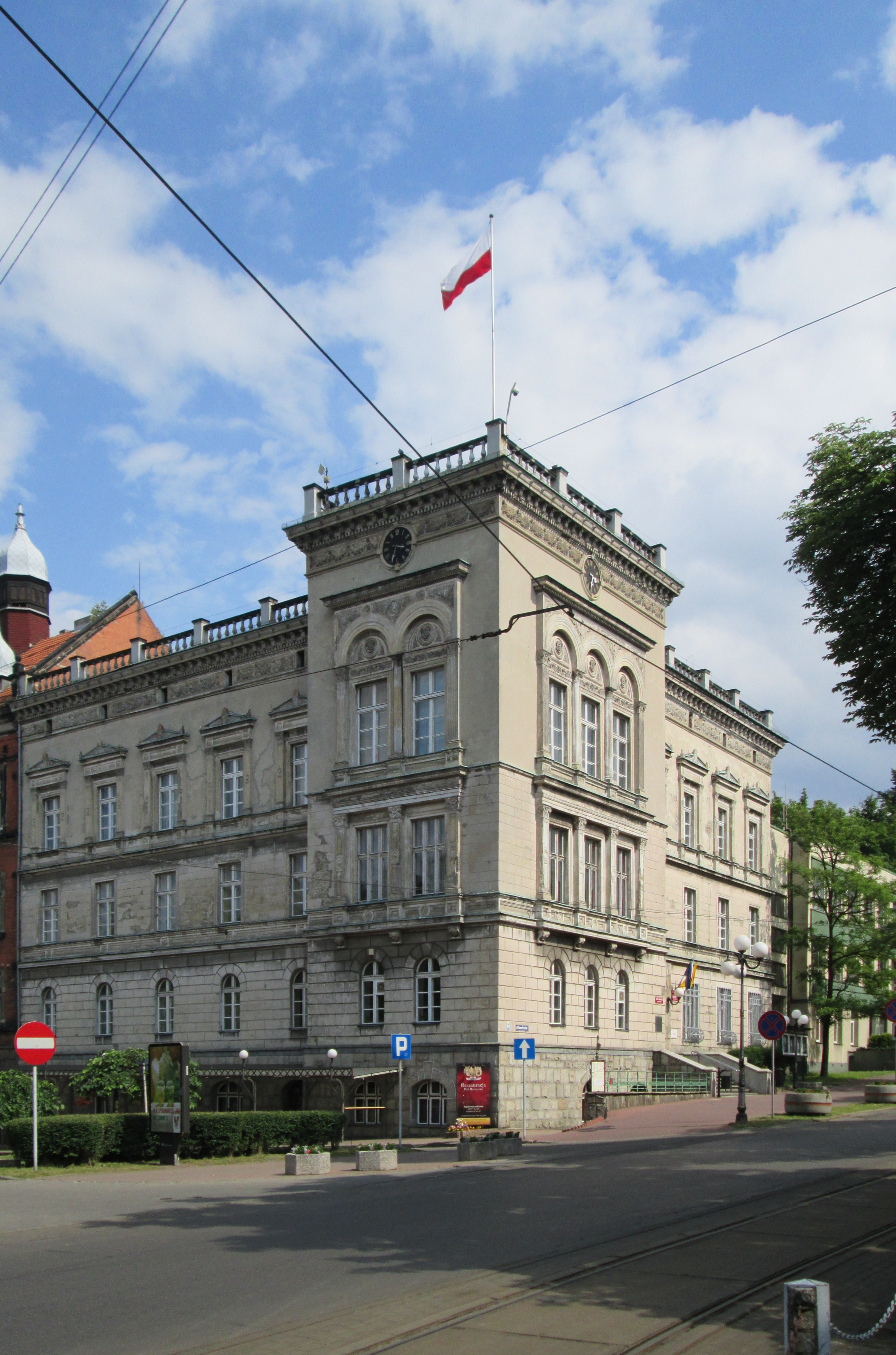
Ratusz w Mysłowicach (2014)
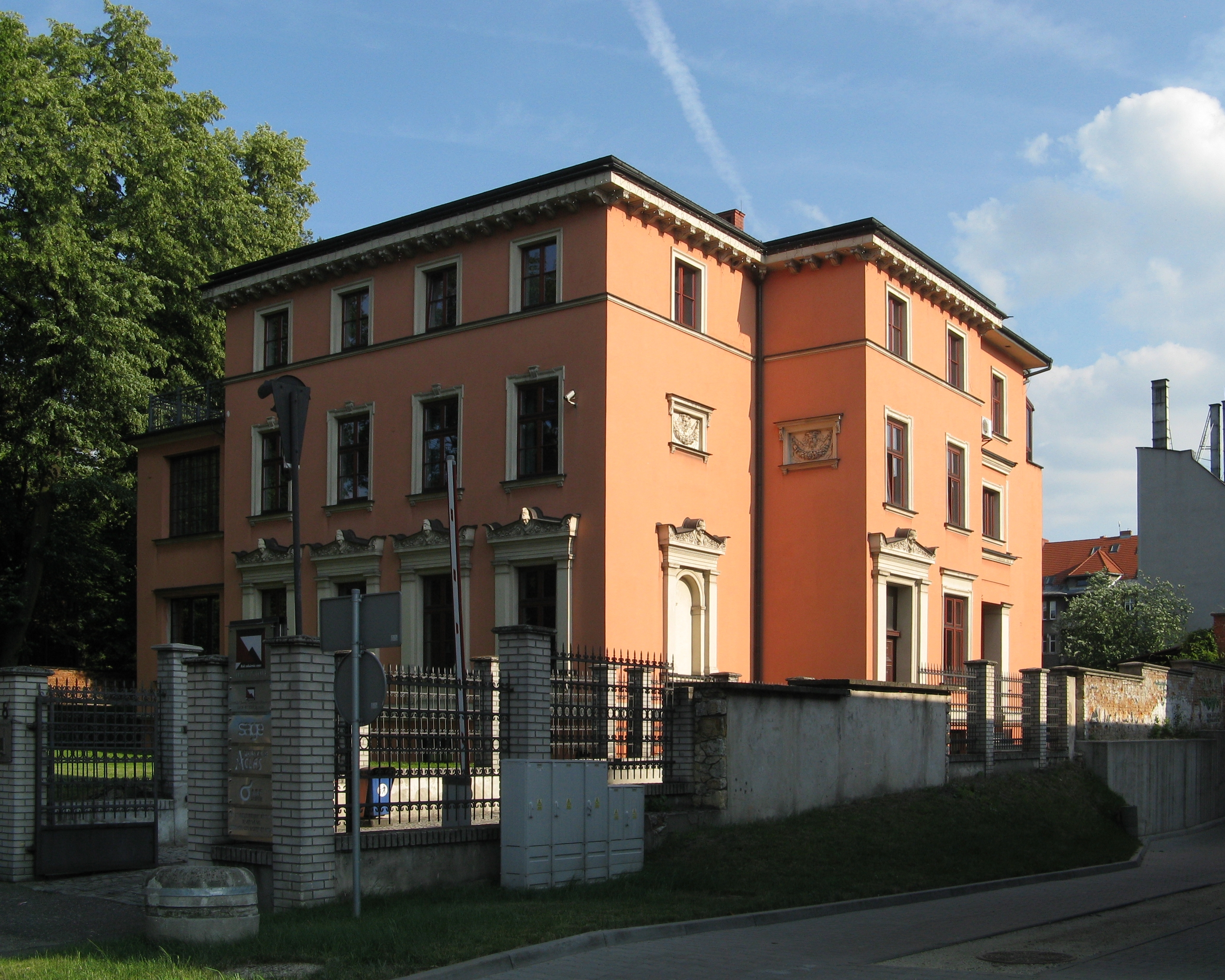
Willa przy ul. Wrocławskiej 8 w Bytomiu (2018)
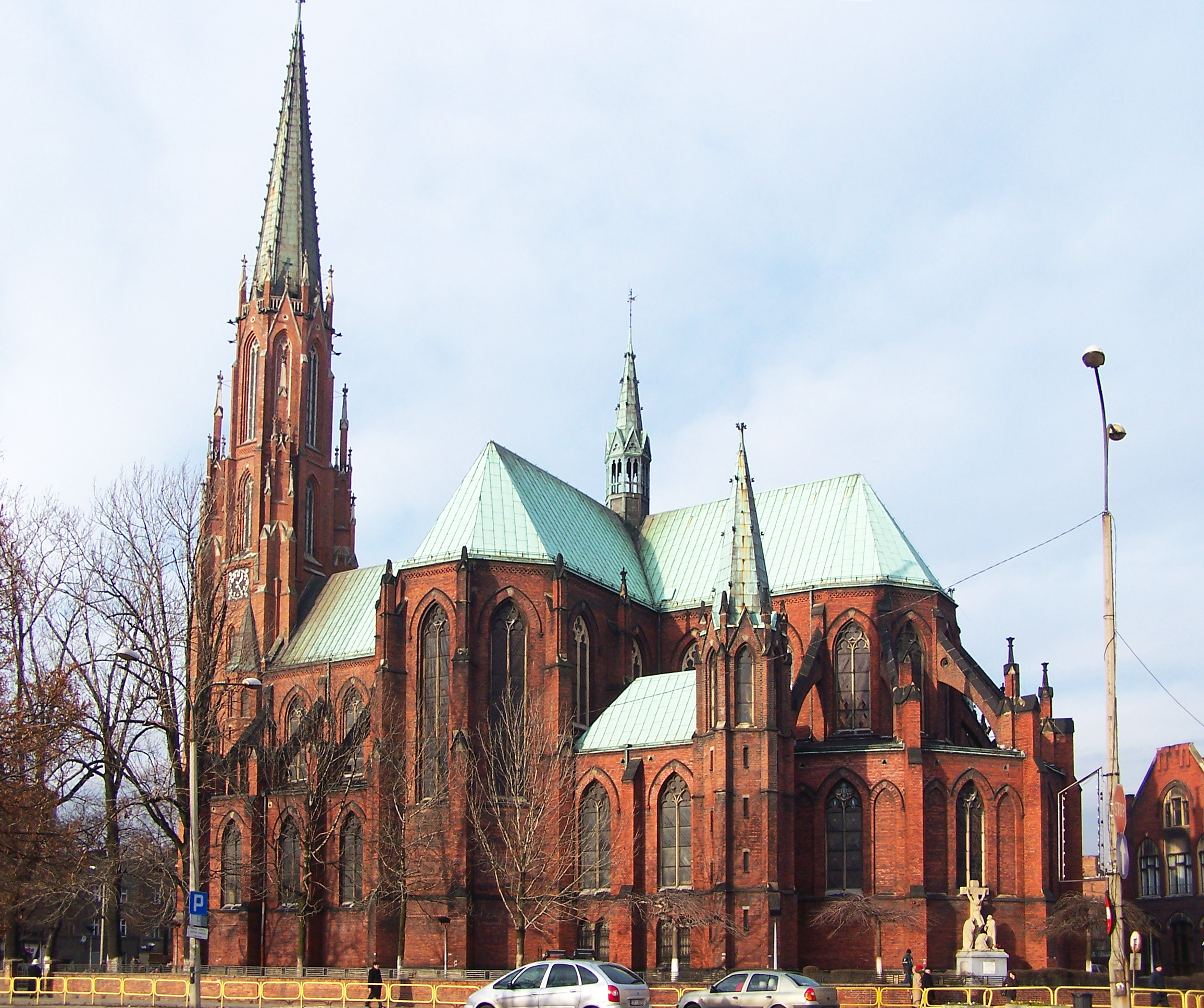
Kościół pw. Świętej Trójcy w Bytomiu (2007)
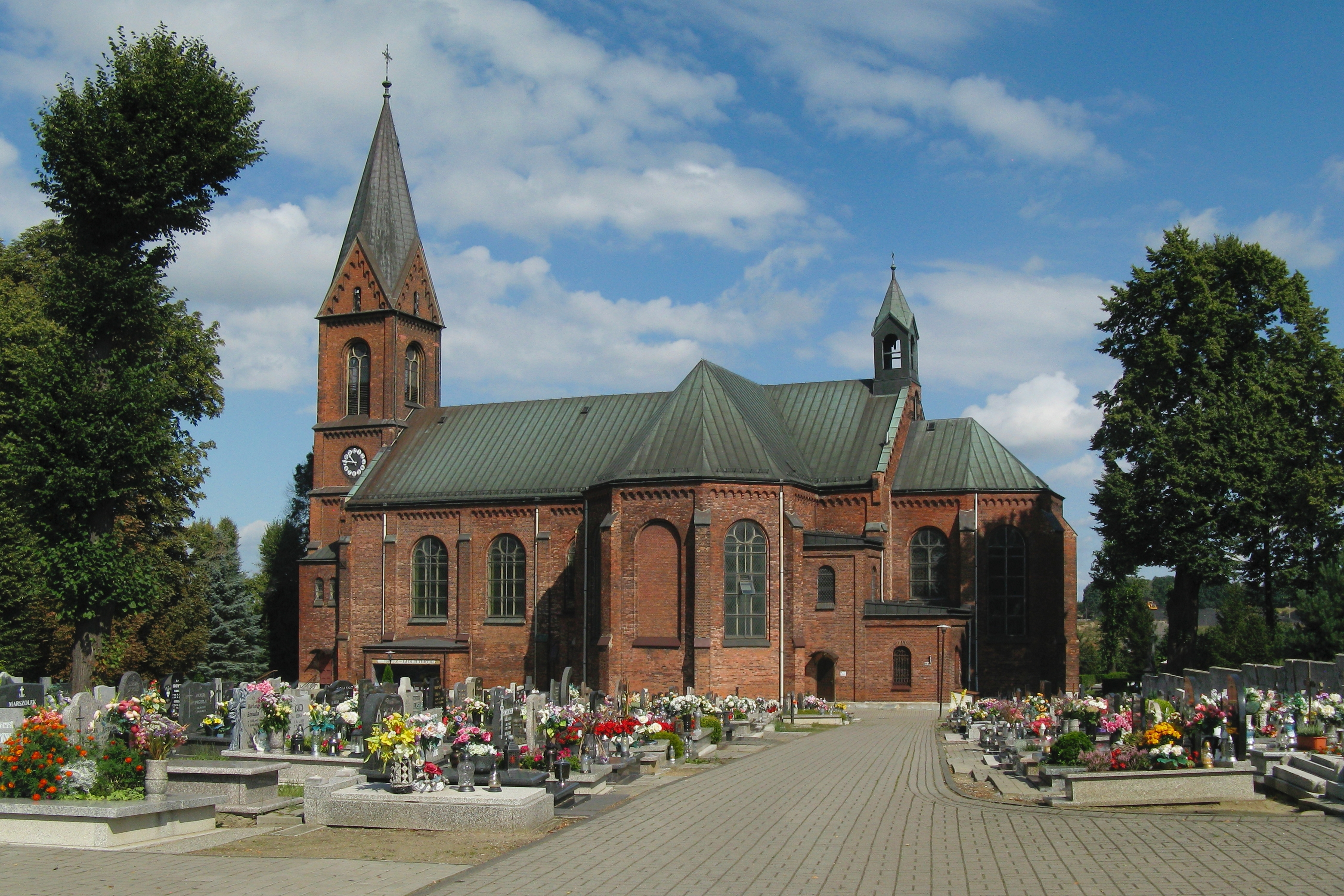
Kościół pw. Świętej Trójcy w Wieszowie (2020)